# Groszek nadmorski
Groszek nadmorski (Lathyrus japonicus Willd.) – gatunek rośliny z rodziny bobowatych. Na naturalnych siedliskach występuje w Ameryce Północnej, Europie, na obszarach o klimacie umiarkowanym w Azji oraz w Argentynie. W Polsce występuje tylko nad Bałtykiem i na Pomorzu odmiana L. japonicus subsp. maritimus (L.) P. W. Ball. 

## Morfologia

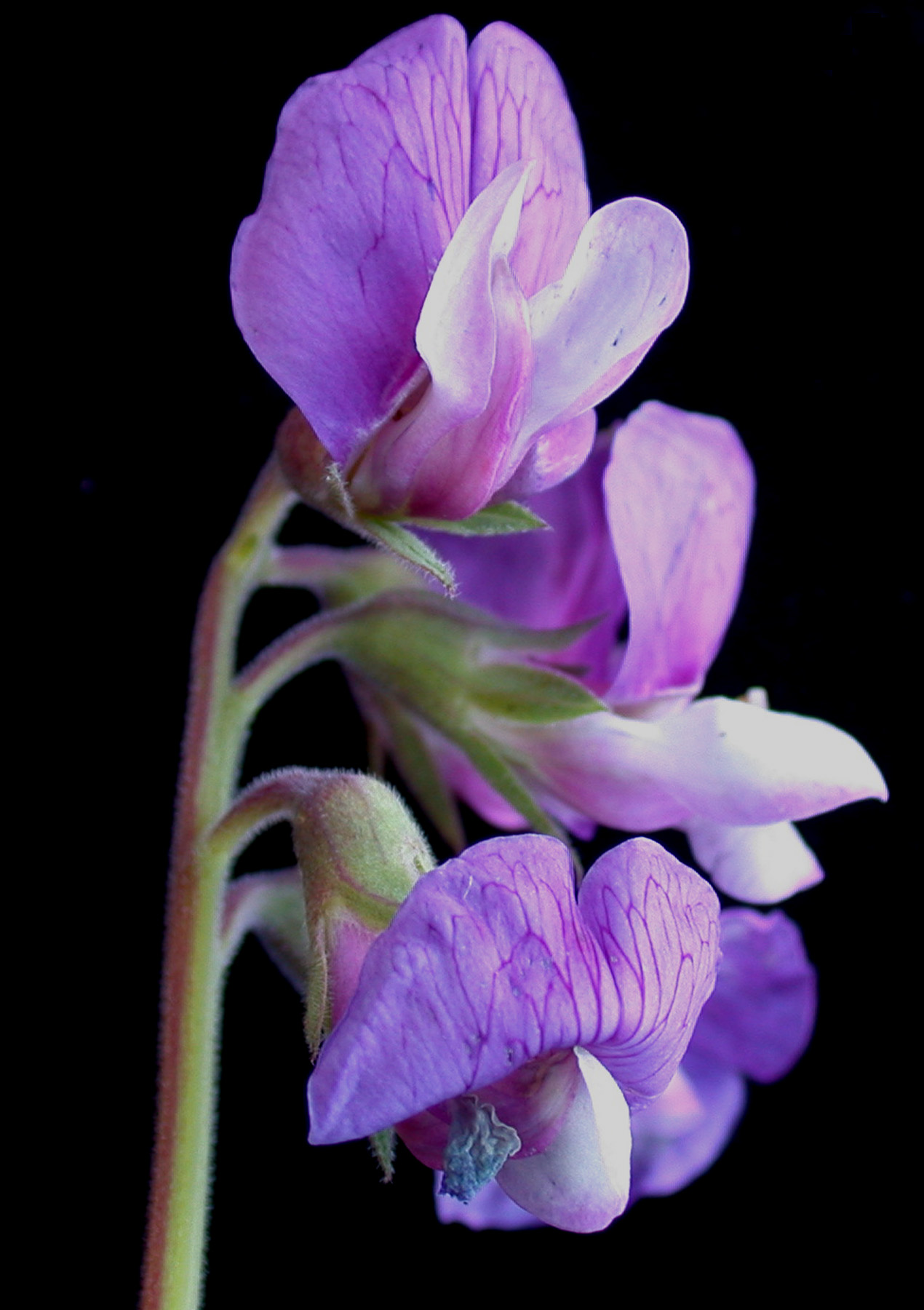
Kwiatostan

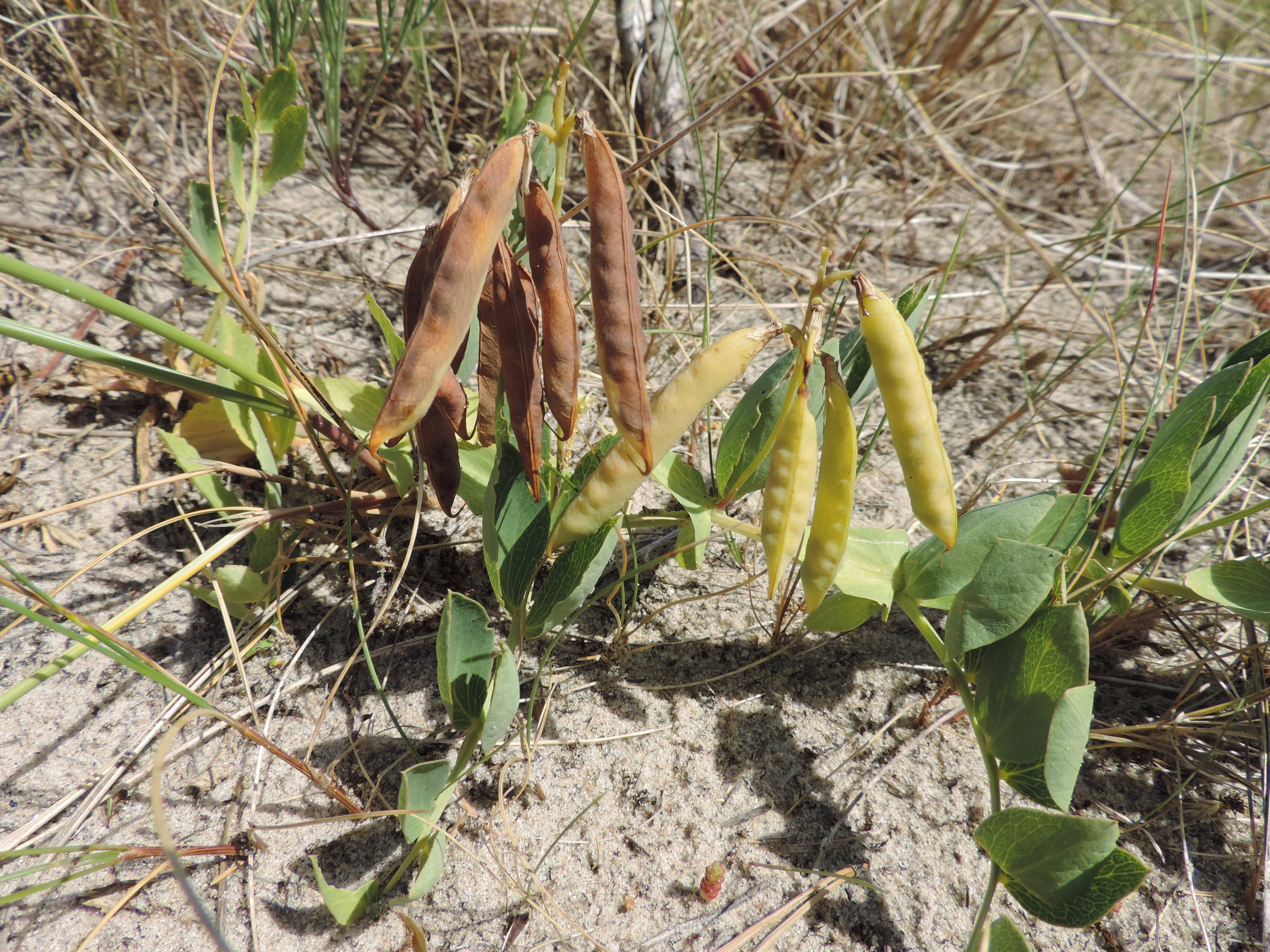
Owoce

PokrójRoślina rozesłana, cała sinozielona, słabo owłosiona lub naga. Łodyga o długości 15–50 cm.
LiścieZłożone z 2–4 par elipsowatych lub podłużnie eliptycznych listków. Ogonek liściowy uskrzydlony, listki wyraźnie siatkowato unerwione. Przylistki duże, o trójkątnie jajowatym kształcie. Osadka liścia zakończona jest wąsem.
KwiatyMotylkowe, zebrane w co najmniej 3-kwiatowe kwiatostany. Są różowe lub purpurowe, o koronie długości 14–16 mm. Mają purpurowy żagielek, różowawe lub bladoniebieskie skrzydełka i białawą, nieoskrzydloną łódeczkę.
OwocStrąk, w stanie dojrzałym jest nagi.

## Biologia i ekologia
RozwójBylina, hemikryptofit. Kwitnie od czerwca do sierpnia.
SiedliskoWystępuje na piaszczystych wydmach. Gatunek charakterystyczny dla związku (All.) Ammophilion borealis.

## Zagrożenia i ochrona
Roślina umieszczona na polskiej czerwonej liście w kategorii NT (bliski zagrożenia).